# 아무르강
아무르강(러시아어: Амур, 영어: Amur River) 또는 헤이룽강(중국어 간체자: 黑龙江, 정체자: 黑龍江, 병음: Hēilóng Jiāng, 중국조선어: 흑룡강, 몽골어: Хара-Мурэн, 만주어: ᠰᠠᡥᠠᠯᡳᠶᠠᠨ
ᡠᠯᠠ Sahaliyan Ula, 여진어: /xəlun ula/, 나나이어: Да̄и Мангбо (Dāi Mangbo), 니브히어: La)은 러시아·중국의 유역에 걸쳐 있는 강이다. 상류의 실카강과 오논강을 포함하면 길이 4,444 km(세계 8위), 면적 205만 2,000 km2(세계 10위)이다.

## 역사
《상서》와 《통전》(通典)에 기록된 약수(弱水)의 약(弱)의 옛 발음이 nziak 혹은 niak이므로 弱水가 눈강을 가리킨다는 설(說)이 있으나, 《진서》(晋書)의 사료(史料)에 유의한다면 아무르강을 가리킨다는 설이 더 타당한 것으로 받아들여 진다.
조선 초에는 '흑룡강' 일대에 야인(野人)들이 살고 있었으며, 조선왕조실록에도 종종 등장한다. 청나라에서는 중국의 영토에 흑룡강 일대를 덧붙였다.

## 도시
- 블라고베시첸스크(러시아)
- 헤이허시(중국)
- 하바롭스크(러시아)
- 콤소몰스크나아무레(러시아)
- 아무르스크(러시아)
- 니콜라옙스크나아무레(러시아)

## 지도
| 가잔 열도갠지스강고다바리강고비 사막나일강류큐 열도남중국해노르웨이해뉴기니섬네푸드 사막다싱안링산맥다뉴브강동시베리아해동중국해동해둥베이 · 평원랍테프해룹알할리 사막레나강마다가스카르섬마리아나 제도마르마라해말레이반도메콩강몰디브 제도몽골고원바렌츠해바이칼호바탄 제도발리섬발트해발하시호백해베링해벵골만보르네오섬북극해북해볼가강북드비나강브라마푸트라강사할린섬샤오싱안링산맥세이셸 군도소코트라섬수마트라섬술라웨시섬스리랑카섬스칸디나비아반도스타노보이산맥스프래틀리 군도시나이반도새머리싱가포르섬아나톨리아아덴만아라비아반도아라비아해아라푸라해아랄해아무르강아조프해아프리카의 뿔안다만 제도알타이산맥알류샨 열도에게해예니세이강오가사와라 제도오만만오비강오스트레일리아오호츠크해우랄강우랄산맥유프라테스강이란고원인더스강인도 아대륙인디기르카강인도양 (북부)인도차이나반도일본 열도자와섬주강장강치롄산맥카라해카라코람카스피해캄차카반도캅카스산맥캐롤라인 · 제도콜리마강쿠릴 열도쿤룬산맥크리스마스섬타이만대만타클라마칸 사막북태평양톈산산맥통킹만티그리스강티모르섬티베트고원파라셀 제도파미르페르시아만페초라강프라타스섬필리핀 제도필리핀해하이난한반도항가이산맥호르무즈홋카이도홍해화베이 · 평원황하황해흑해히말라야산맥힌두스탄 · 평원힌두쿠시class=notpageimage\| 아시아의 주요 지리 |

## 같이 보기
- 중화인민공화국의 지리
- 중소 국경 분쟁